# Сенгилеевское водохранилище
Сенгилеевское водохранилище — расположено в 18 км от города Ставрополя, в Сенгилеевской котловине Ставропольской возвышенности на высоте 230 метров над уровнем моря, в верхнем течении р. Егорлык. Водохранилище создано на месте озера Сенгилеевское (Рыбное) и введено в эксплуатацию в 1958 году. Своё нынешнее название оно получило уже в XIX веке после возникновения станицы Сенгилеевской. По административному делению этот водоём входит в черту городского округа Ставрополя.
С 1975 года на водохранилище действует насосная станция «Островная», построенная по проекту Кисловодского отделения института «Гипрокоммунводоканал» и обеспечивающая Ставрополь водой.

## Основные характеристики
Площадь водоёма — 42 км². Максимальная глубина — 32 м, средняя — 19 м. Максимальная длина — 10,5 км. Максимальная ширина — 5,6 км.

## Хозяйственное значение
Водоснабжение города Ставрополь, рыборазведение, обводнение р. Егорлык, аккумулирование части стока Невинномысского канала в многоводный период года.
Ихтиофауна водохранилища представлена примерно 20 основными видами рыб. Наиболее распространены: шемая, рыбец, синец, лещ, бестер (гибрид белуги и стерляди), севанская храмуля, белый амур, обыкновенный толстолобик, пёстрый толстолобик, судак, сом, тарань, карась, плотва, сазан, зеркальный карп, окунь, ротан, пескарь и другие.
Рыбная ловля на водоёме запрещена.
Сенгилеевское водохранилище входит в состав Егорлыкского водного тракта, который обеспечивает орошение и обводнение засушливых районов Ставропольского края, Ростовской области и Республики Калмыкии и обеспечивает перераспределение кубанской воды в Пролетарское водохранилище на р. Маныч.